# ПЦР с обратной транскрипцией

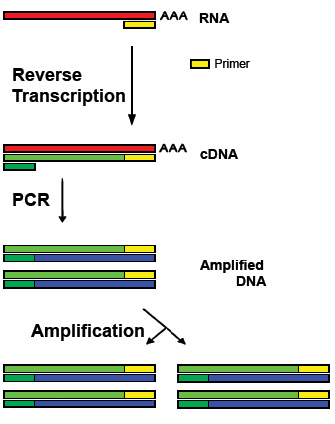
ОТ-ПЦР

В молекулярной биологии метод полимеразной цепной реакции с обратной транскрипцией (англ. reverse transcription polymerase chain reaction) принято обозначать как  ОТ-ПЦР (англ. RT-PCR). ОТ-ПЦР представляет собой метод амплификации специфического фрагмента рибонуклеиновой кислоты (РНК).
Одноцепочечную молекулу РНК превращают в реакции обратной транскрипции (ОТ, англ. RT, reverse transcription) в комплементарную ДНК (cDNA) и далее амплифицируют уже одноцепочечную молекулу ДНК, используя традиционную ПЦР. RT-PCR не следует путать с ПЦР в реальном времени (англ. Real-time PCR, Q-PCR), которую также иногда неверно сокращают как RT-PCR.

## Описание метода
Для превращения последовательности РНК в комплементарную ДНК используют обратную транскриптазу: 
- 1. Реакция первой цепочки: 
Комплементарная ДНК (cDNA) образуется на матрице мРНК из dNTP ферментом обратной транскриптазой. Компоненты реакции смешиваются с ДНК-праймером и буфером с обратной транскриптазой на один час при 37 °C.
- 2. Реакция второй цепочки:
После того как обратная транскрипция закончена и образована cDNA на матрице мРНК, следующие циклы производятся по стандартной методике ПЦР.

После 30 циклов амплификации образуются миллионы копий нужной последовательности.

## Применение
ОТ-ПЦР используется для обнаружения молекул РНК в образце с заранее известным участком последовательности, комплементарным праймеру. Экспоненциальная амплификация при помощи ОТ-ПЦР является чувствительной методикой, с помощью которой может быть обнаружено малое количество молекул РНК. 
Примером являются РНК-вирусы, такие как вирус иммунодефицита человека (ВИЧ), который является ретровирусом и поэтому использует фермент обратную транскриптазу ВИЧ (англ. HIV-Reverse Transcriptase) для синтеза вирусной ДНК, которая затем встраивается в геном хозяина.
Также ОТ-ПЦР широко используется для диагностики генетических заболеваний и полуколичественного определения специфических молекул РНК в клетке или ткани как индикатор экспрессии соответствующих генов.